# Medhi Benatia
Medhi Amine El Mouttaqi Benatia (ur. 17 kwietnia 1987 w Courcouronnes) – marokański piłkarz francuskiego pochodzenia, występował na pozycji obrońcy, reprezentant Maroka w latach 2008–2019, uczestnik Mistrzostw Świata 2018, Pucharu Narodów Afryki 2012, 2013, 2017 i 2019.

## Kariera piłkarska
W latach 2005–2008 był piłkarzem Olympique Marsylia. W międzyczasie był wypożyczany do klubów: Tours FC oraz FC Lorient. W 2008 przeszedł do Clermont Foot, zaś 2 lata później na zasadzie wolnego transferu stał się piłkarzem włoskiego Udinese Calcio. 5 lipca 2013 za 13,5 miliona euro przeniósł się do AS Romy. Medhi Benatia podpisał z Bayernem Monachium pięcioletni kontrakt. Nowy defensor kosztował zarząd FCB ok. 30 milionów Euro (wliczając w to bonusy). Latem 2016 odszedł na roczne wypożyczenie do Juventusu Turyn. Po sezonie Juventus zdecydował się wykupić Benatię z Bayernu za 17 milionów euro. Na początku 2019 ogłoszono transfer obrońcy do zespołu mistrza Kataru - Al-Duhail SC. 3 sierpnia 2021 na zasadzie wolnego transferu przeszedł do tureckiego Fatih Karagümrük SK.
10 grudnia 2021 ogłosił zakończenie kariery piłkarskiej.

## Sukcesy

### Bayern Monachium
- Mistrzostwo Niemiec: 2014/2015, 2015/2016
- Puchar Niemiec: 2015/2016

### Juventus
- Mistrzostwo Włoch: 2016/2017, 2017/2018
- Puchar Włoch: 2016/2017, 2017/2018
- Superpuchar Włoch: 2018

### Al-Duhail
- Puchar Emira Kataru: 2019

### Indywidualne
- Najlepszy arabski gracz Globe Soccer Awards: 2014
- Najlepszy marokański gracz: 2013, 2014
- Piłkarz sezonu w AS Roma: 2013/2014
- Drużyna roku w Serie A: 2013/2014
- Drużyna roku CAF: 2013, 2014, 2018
- Drużyna roku według ESM: 2013/2014